# Maaike Keetman
Maaike Keetman (18 maart 1999) is een Nederlandse schaakster. Ze speelde in het Nederlands Damesteam op de Olympiade in Baku, Azerbeidzjan in 2016. In het volgende jaar deed ze voor het eerst mee aan het Nederlands kampioenschap schaken voor vrouwen en veroverde de derde plek. 
In 2024 werd zij Nederlands kampioen schaken bij de vrouwen.

## Schaakcarrière
Keetman werd in 2011 Nederlands kampioen bij de meisjes t/m 12. Diverse keren werd ze meisjeskampioen op pupillendagen, Open Nederlandse Jeugdkampioenschappen NK's snelschaken en NK's rapid. 
In 2015 werd Keetman gedeelde 2e op het EK meisjes, een toernooi dat door de Nederlandse Anna-Maja Kazarian werd gewonnen. 
In het seizoen 2014-2015 werd ze met een score van 8½ uit 9 topscoorder in de gehele KNSB-competitie. In 2016 maakte ze deel uit van het Nederlands Vrouwenteam op de 42e Olympiade in Baku, Azerbeidzjan.
In 2017 speelde zij voor het eerst mee aan het Nederlands kampioenschap voor vrouwen, en werd hierbij derde.
In 2024 werd Keetman Nederlands kampioen schaken bij de vrouwen.
Sinds 2016 is zij betrokken bij de Stichting ChessQueens, waaronder een aantal jaar als penningmeester.

## Leven
Maaike Keetman heeft een oudere broer en een zus, die ook schaken.
Daarnaast is ze ook werkzaam in de schaakwereld: ze werkt voor Chessable en heeft ook twee online schaakcursussen gepubliceerd op dit platform.